# Légende d'Inês Negra
Inês Negra est une héroïne portugaise et une figure populaire légendaire de la région de Melgaço, au nord du Portugal, dont le nom est associé à la victoire des Portugais contre les forces castillanes lors des campagnes de D. João I, Maître d'Aviz. 

## Récit

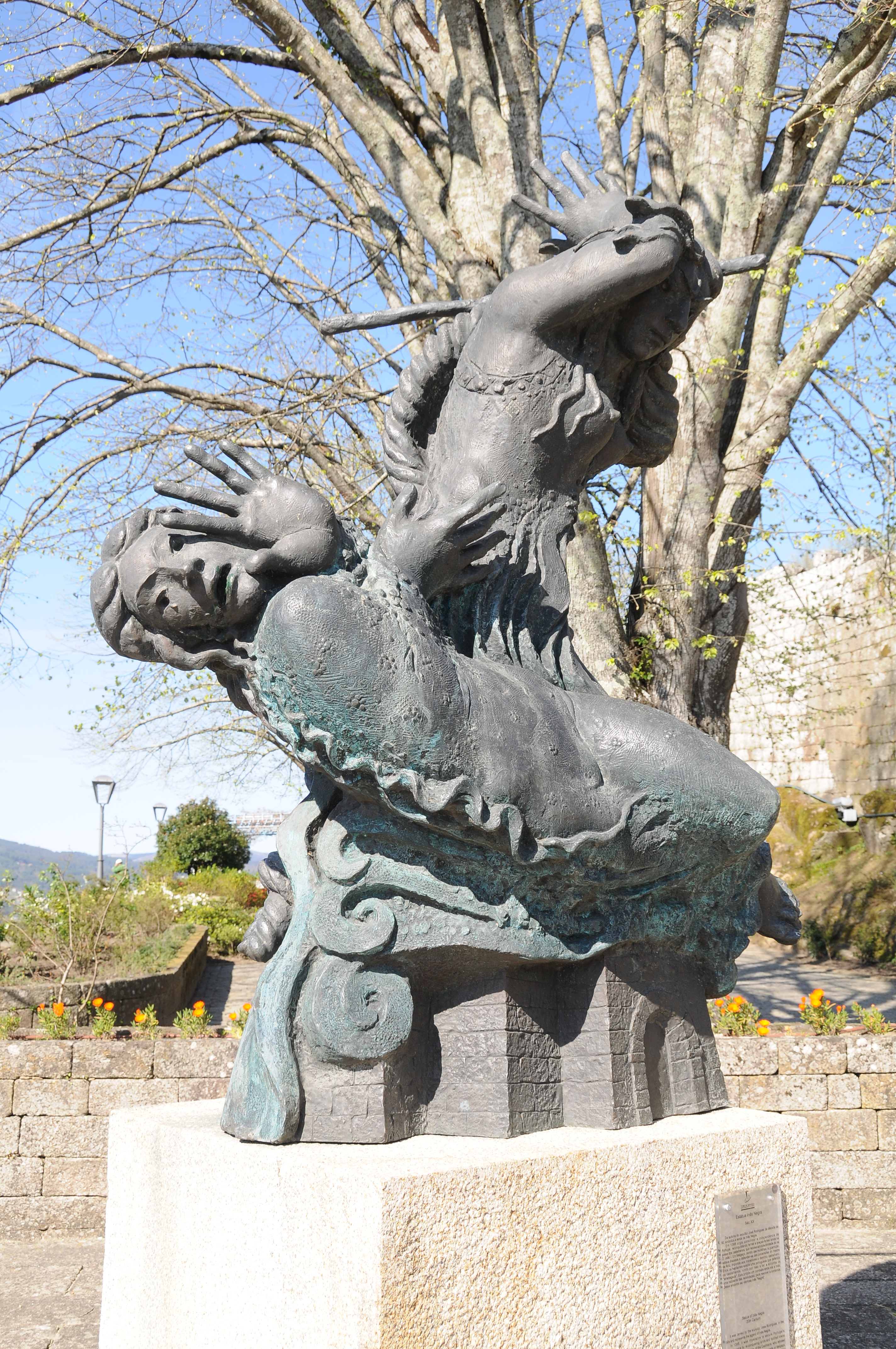
Inês Negra de José Rodrigues, Melgaço, Portugal.

Dans le contexte de la crise de succession de 1383-1385, au début de l'année 1387, certaines terres et places-fortes du Royaume du Portugal sont restées fidèles à D. Beatriz de Portugal, épouse du roi João I de Castille et seule fille légitime du roi D. Fernando I du Portugal et son épouse, la reine D. Leonor Teles, et menacent ainsi l'indépendance portugaise qui serait sous le commandement du royaume de Castille.  
À ce titre, Melgaço et son château, qui avaient pris la même position, ont subi des attaques successives de la part des forces militaires placées sous le commandement de celui qui est alors prétendant au trône, João I du Portugal (1385-1433), connu sous le nom de Maître d'Aviz (Mestre de Avis). La campagne a duré 53 jours et a été caractérisée par un dur siège, suivi d'une série d'assauts et d'escarmouches, où la noblesse, partisan des Castillans, abritée dans l'enceinte de la ville, dominée par le château et son donjon, faisaient face aux classes populaires, partisanes de D. João d'Aviz, situées à l'extérieur des murs, dans le dénommé « camp » militaire.  
Après plusieurs attaques, avec plusieurs pertes humaines dans les deux armées et une pénurie d'eau à l'intérieur des murs, à la mi-mars, D. João I a finalement envoyé le Prior do Hospital (chef des Templiers portugais) négocier la reddition de Melgaço avec le maire rival, Álvaro Paes de Souto Maior, et son capitaine, Diogo Preto Eximeno, afin d'éviter que plus de sang ne soit versé. Comme convenu, les assiégés auraient un jour pour quitter le château, ne prenant que les vêtements qu'ils portaient sur eux. Les portes du château furent ouvertes à João Rodrigues de Sá, connu sous le nom de Galés, et le roi partit ensuite pour Monção, où se trouvait sa femme, D. Filipa de Lencastre.
Pendant cette période est née la légende d'une héroïne du Minho nommée Inês Negra,,,. 

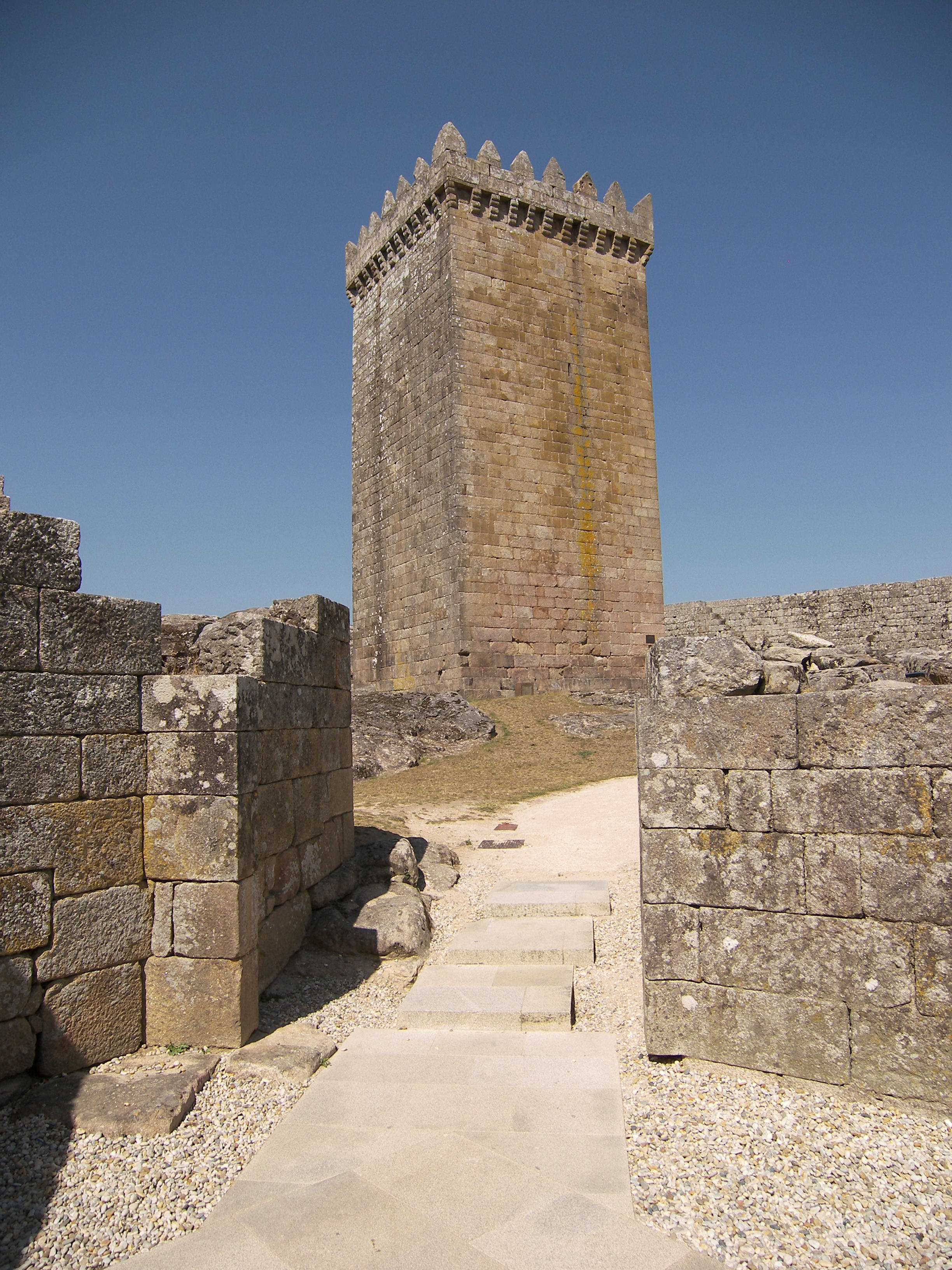
Tour du château de Melgaço.

### Crónica del Rey D. João Ide Fernão Lopes (vers 1443)
Un épisode, symbole de cette confrontation, a retenu l'attention du chroniqueur Fernão Lopes, qui dans sa chronique a rapporté qu'un jour, lors du siège de Melgaço, « deux femmes en colère ont escarmouché, l'une du village et l'autre du camp, et toutes deux se sont battus, jusqu'à s'arracher les cheveux ; et celle du camp a gagné ». 

### Crónicas del Rey D. João de gloriosa memória, o I deste nomede Duarte Nunes de Leão (vers 1643)
Plus tard, un autre chroniqueur, Duarte Nunes de Leão, a décrit cette histoire avec des détails littéraires, déclarant que la femme du camp, qui a combattu pour le Portugal, était connue sous le nom d’Inês Negra. 

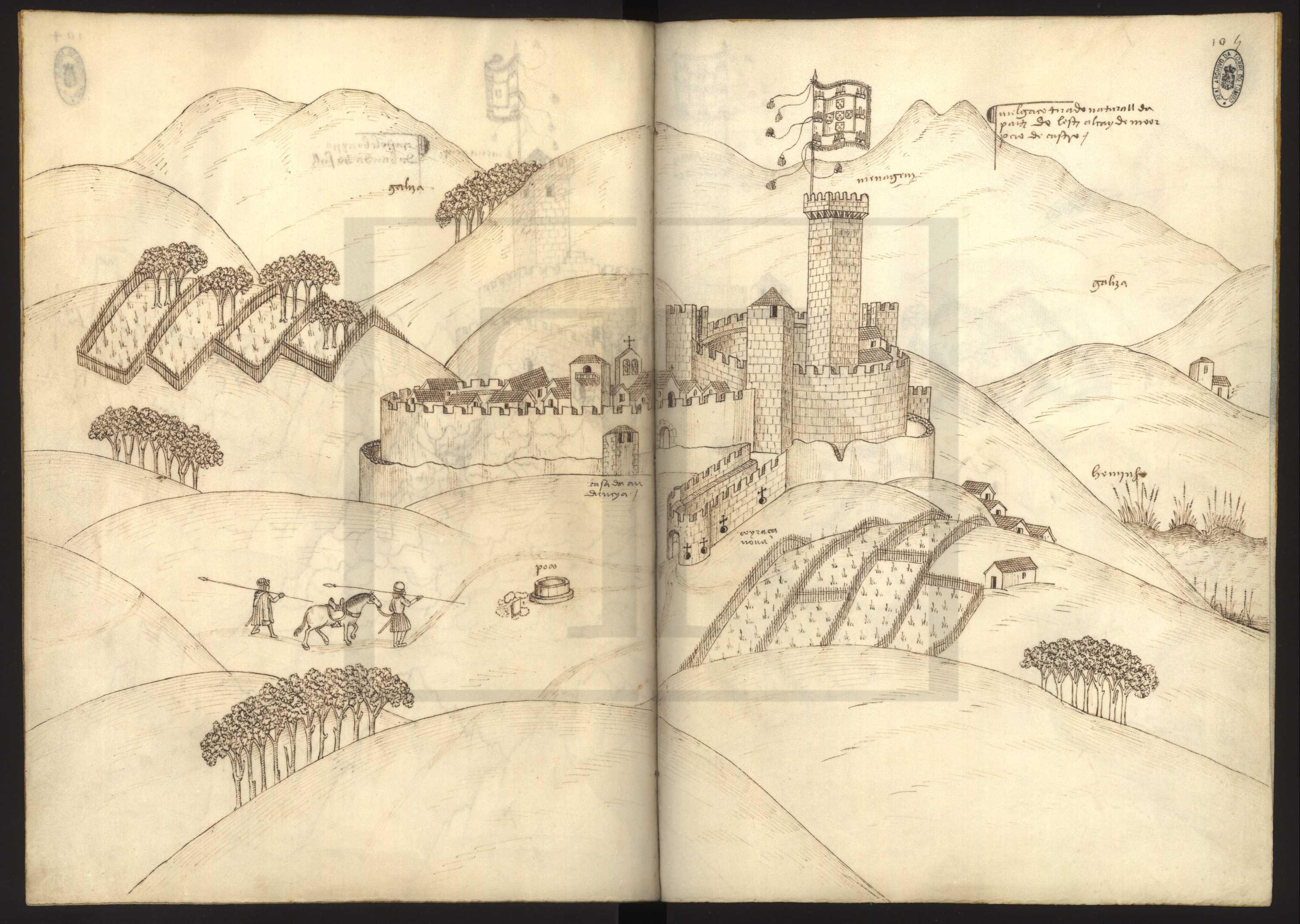
Gravure des murs et du Château de Melgaço dans le " Livre des Fortités " de Duarte de Armas, exécuté en 1509-1510 par ordre de Manuel Ier du Portugal (1495-1521).

### La légende d'Inês Negra selon Júlio Dantas (vers 1927)
Au fil des siècles, la légende d'Inês Negra a continué à être racontée, notamment à travers la tradition orale, dans laquelle les détails variaient d'un conteur à l'autre, avec très peu d'exemplaires écrits ou publiés de cette légende, avant le XXe siècle. Parmi les quelques exemples littéraires du début du XXe siècle, la légende est racontée dans l'ouvrage Neves de Antanho (1919) d'António Maria José de Melo César e Meneses et Les Héroïnes de guerre: un bref aperçu de quelques femmes qui ont été soldats (1941) par l'historien et écrivain João Paulo Freire, mais la plus connue des versions a été publiée le 18 octobre 1927 par l'écrivain, médecin et diplomate Júlio Dantas dans le journal brésilien Correio da Manhã, où il a collaboré fréquemment. 
Il y raconte qu'en janvier 1388, l'armée du Maître d'Aviz resserra le siège jusqu'aux murs du village, tandis que dans le camp, autour des feux de joie, on entendait des femmes chanter et danser au son des cornemuses et des timbrels. Parmi ces femmes se trouvait Inês Negra, une bouvière de « vingt ans, le corps petit, les bras dodus, la peau marron, cuivrée par le soleil, les yeux et cils noirs », connue pour être audacieuse, forte et courageuse. Un jour, la courageuse femme est apparue vêtue d'une armure comme un homme, voulant accompagner les armées de D. João I. Lorsque la nouvelle a atteint l'intérieur des murs, une femme aux cheveux roux, grande et élancée, fidèle aux Castillans, enragea et cria que si le maire la laissait, elle réglerait l'affaire dans un combat de femme à femme, en dehors de la barbacane, car « pour trois comme Inês Negra, elle suffisait », et ainsi ils décideraient qui devrait vivre dans l'enceinte, « si Castille, si le Portugal ». Le nom de cette femme n'apparaîtra pas dans les chroniques, où elle est uniquement désignée comme Arrenegada (« la renégate »). 
Avec le consentement des deux parties, il fut convenu que le combat aurait lieu le lendemain, à mi-chemin entre le camp et le château, les deux femmes devant être armées d'une cotte de mailles, épée et bouclier, et une trêve serait ouverte entre les assiégeants et les assiégés pour assister à la confrontation. 
Le matin, quand la cloche de la tour sonna, les deux femmes marchèrent vers une petite clairière, l'une sortant de la porte ouest du château, l'autre de la foule du camp, au milieu de chants soutenant le Portugal ou la Castille. Inês Negra portait sur le plastron la croix rouge de São Jorge et Arrenegada un faucon d'argent de Castille. Aucune des deux n'avait jamais manié une épée, mais elles sourirent et regardèrent leur adversaire. En arrivant à l'endroit désigné, les trompettes sonnèrent et le combat commença, comme s'il s'agissait d'un vrai combat. Se jetant sans tarder et avec un cri, Arrenegada commença à dominer le combat, déchargeant des coups violents et successifs sur la petite Inês Negra, qui les para instinctivement avec son grand bouclier, puis esquiva. En raison de la violence de son attaque et des parades constantes de son ennemie, peu de temps après, la guerrière aux cheveux roux a commencé à se fatiguer et après un dernier coup infructueux est tombée au sol, perdant le casque de sa tête et l'épée dans ses mains. Pensant que c'était sa fin, et au bruit de la foule affolée, elle regarda Inês, qui s'approchait en garde. Soudain, celle-ci jeta l'épée qu'elle avait à peine utilisée, lança le bouclier aux pieds de son adversaire et après une courte attente, se jeta sur l'autre. Le combat des guerrières est devenu un combat sauvage, où l'une et l'autre gagnaient et perdaient du terrain en se roulant sanglantes dans l'arène, entre coups de poing, coups de pied, tirages de cheveux, morsures et griffures. Usée et après un certain temps, Arrenegada était échevelée et couverte de sang. Lentement, elle essaya de se relever, mais elle subit un autre coup et commença à chanceler, tombant finalement sans vie, les bras tendus, sur le sol. Au milieu de cris barbares et du son des trompettes, Inês Negra a été déclarée vainqueure alors que la perdanta était transportée au château,.

« Inês Negra, les yeux brillants, ses cheveux au vent, ses mains teintes de sang, a été emmenée en triomphe au camp, assise sur son propre bouclier, sur les épaules de quatre arbalétriers, et cria au roi, venu la recevoir là, devant tout le peuple : - À eux, seigneur roi, que le château soit à votre merci demain ! »

Et c'est ainsi que le lendemain, le château de Melgaço se rendit, sans plus de résistance aux forces de D. João I du Portugal.,

### Autres versions de la tradition orale
Transmise essentiellement par tradition orale, une autre version raconte qu'Inês Negra, étant une femme du peuple, fidèle à la cause de l'indépendance du Portugal, apprenant que Cortes soutenaient la cause castillane, abandonna le château de Melgaço pour rejoindre les troupes de D. João I qui se sont approchées. Un jour, après plusieurs attaques et beaucoup de sang coulé, du haut des murs, Arrenegada (ou même simplement « Renegada » dans certaines versions ), qui surveillait les armées ennemies, aperçut Inês parmi le camp. De longue date son ennemie, quand elle l'a vue vivante, elle s'est mise en colère et l'a mise au défi de se battre, de femme à femme, mettant fin au siège une fois pour toutes. Inês accepta volontiers et avec le consentement des deux armées, la confrontation entre les deux commença. Au milieu du combat, la guerrière de Castille, plus grande et plus imposante, a réussi à retirer l'épée des mains d'Inês Negra, qui a ensuite saisi une fourche des mains d'un paysan qui regardait et a continué à se battre. Après un court laps de temps, les deux ont décidé de laisser tomber leurs armes et de se jeter l'une sur l'autre, transformant le combat en escarmouche. Entre coups de poing, coups de pied et tirages de cheveux, Inês, qui était autrefois dans une position moins favorable, a renversé la situation en livrant des coups douloureux à sa rivale, qui, effrayée et grièvement blessée, s'est enfuie au château. En raison de la fuite de son adversaire, Inês Negra a remporté le combat, forçant les « traîtres » castillans et portugais à abandonner Melgaço le lendemain. En récompense de l'énorme exploit, D. João I demanda à l'héroïne ce qu'elle aimerait, ce à quoi elle a seulement répondu qu'elle était déjà pleinement récompensée par les coups qu'elle avait infligés à sa rivale. 
Une autre fin indique qu'après la fuite d'Arrenegada dans le château, elle aurait été tuée par les partisans de D. Beatriz, enragés par sa défaite, avec un poignard dans le cœur. Par la suite, alors que l'armée portugaise célébrait la victoire d'Inês, les partisans de Castille commencèrent lentement à se rendre, étant cependant contraints de quitter le château complètement nus pour être humiliés face aux armées du camp. 

### O Dia de Inês Negra, de José Jorge Letria (vers 1995)
En littérature, en plus des différentes versions de la légende publiées dans des livres de nouvelles ou de folklore portugais, la pièce O Dia de Inês Negra a été écrite par le journaliste et auteur José Jorge Letria en 1995, qui a servi de base, pendant plusieurs années, pour réaliser une reconstitution historique réalisée par la Companhia do Teatro do Noroeste, dirigée par José Martins, dans le château de Melgaço et Torre de Menagem, au cours du mois d'août.

## Hommages
- De nos jours, la légende de l'héroïne portugaise est rappelée devant l'une des portes de la muraille de l'ancien village médiéval, à Melgaço, par une statue évocatrice et figurative, en bronze sur un socle en granit, réalisée par le sculpteur José Rodrigues. Inaugurée le 10 juin 1995, elle constitue un point de repère dans la localité du Minho[19].
- Dans le domaine de la toponymie, son nom a été attribué à l'avenue principale du centre historique de la ville de Melgaço, à proximité de l'un des murs principaux du château, où la bataille aurait eu lieu.